# Kurt von Schleicher
Kurt Ferdinand Friedrich Hermann von Schleicher (født 7. april 1882, død 30. juni 1934) var en tysk general og politiker. Han var den sidste rigskansler i Weimarrepublikken og blev afløst som kansler af Adolf Hitler. Som rival til Hitler blev von Schleicher myrdet af Hitlers SS under De lange knives nat i 1934.
Von Schleicher kom fra en familie med militærtraditioner og han gik ind som løjtnant i Preussens hær i 1900. Han blev officer i generalstaben i jernbanedepartementet under den tyske generalstab og var under 1. verdenskrig en del af generalstaben i den øverste hærledelse ('Oberste Heeresleitung'). Von Schleicher var forbindelsesofficer mellem hæren og den nye Weimarrepublik under den den tyske revolution (1918-19). Von Schleicher var aktiv i Reichswehrs bestræbelser på at undgå restriktioner som følge af Versaillesfreden og steg i graderne og blev udnævnt til chef for Reichswehrs væbnede styrker og blev en betroet rådgiver til Rigspræsident Paul von Hindenburg fra 1926 og frem. Efter at von Schleichers mentor Wilhelm Groener blev udnævnt til Reichswehrminister i 1928, blev von Schleicher leder af krigsministeriets politiske kontor (Ministeramt) i 1929. I 1930 var han en central figur, da Rigskansler Hermann Müller (SPD) blev væltet og afløst af Heinrich Brüning som Rigskansler. Von Schleicher blev medlem af nazipartiets SA.
I begyndelsen af 1932 var von Schleicher Reichswehrminister i Franz von Papens regering, hvor han var drifkraften bag Preußenschlag, kuppet mod det socialdemokratisk ledede Fristaten Preussen. Von Schleicher styrtede i slutningen af 1932 von Papen som rigskansler og overtog selv posten som rigskansler den 3. december 1932. Under sin korte embedsperiode forhandlede von Schleicher med Gregor Strasser om dennes afhopning fra nazipartiet, men planene blev opgivet. Von Schleicher forsøgte at "tæmme" Hitler og at få ham til at samarbejde med von Schleichers regering gennem en trussel om at danne en anti-NSDAP alliance, den såkaldte Querfront. Hitler nægtede at frafalde sit krav om at overtage posten som rigskansler og von Schleichers plan slog fejl. Von Schleicher foreslog herefter Hindenburg, at denne skulle opløse Rigsdagen og herefter regere som de facto diktator; et forslag, som Hindenburg afslog.
Den politiske situation var ved begyndelsen af 1933 fastlæst og bl.a. grundet svigtende helbred trådte von Schleicher tilbage som rigskansler den 28. januar 1933 og anbefalede, at Hitler overtog posten. Von Schleicher forsøgte efterfølgende at vende tilbage til politik ved at udnytte splittelsen mellem Ernst Röhm og Hitler, men han og hustruen Elisabeth blev begge den 30. juni 1934 myrdet i deres hjem på Hitlers ordre under De lange knives nat.